# Stoppeldijk
Stoppeldijk (ook wel Rapenburg) is een voormalig dorp in de gemeente Hulst, in de Nederlandse provincie Zeeland. Het voormalig dorp is gelegen in de regio Zeeuws-Vlaanderen. 

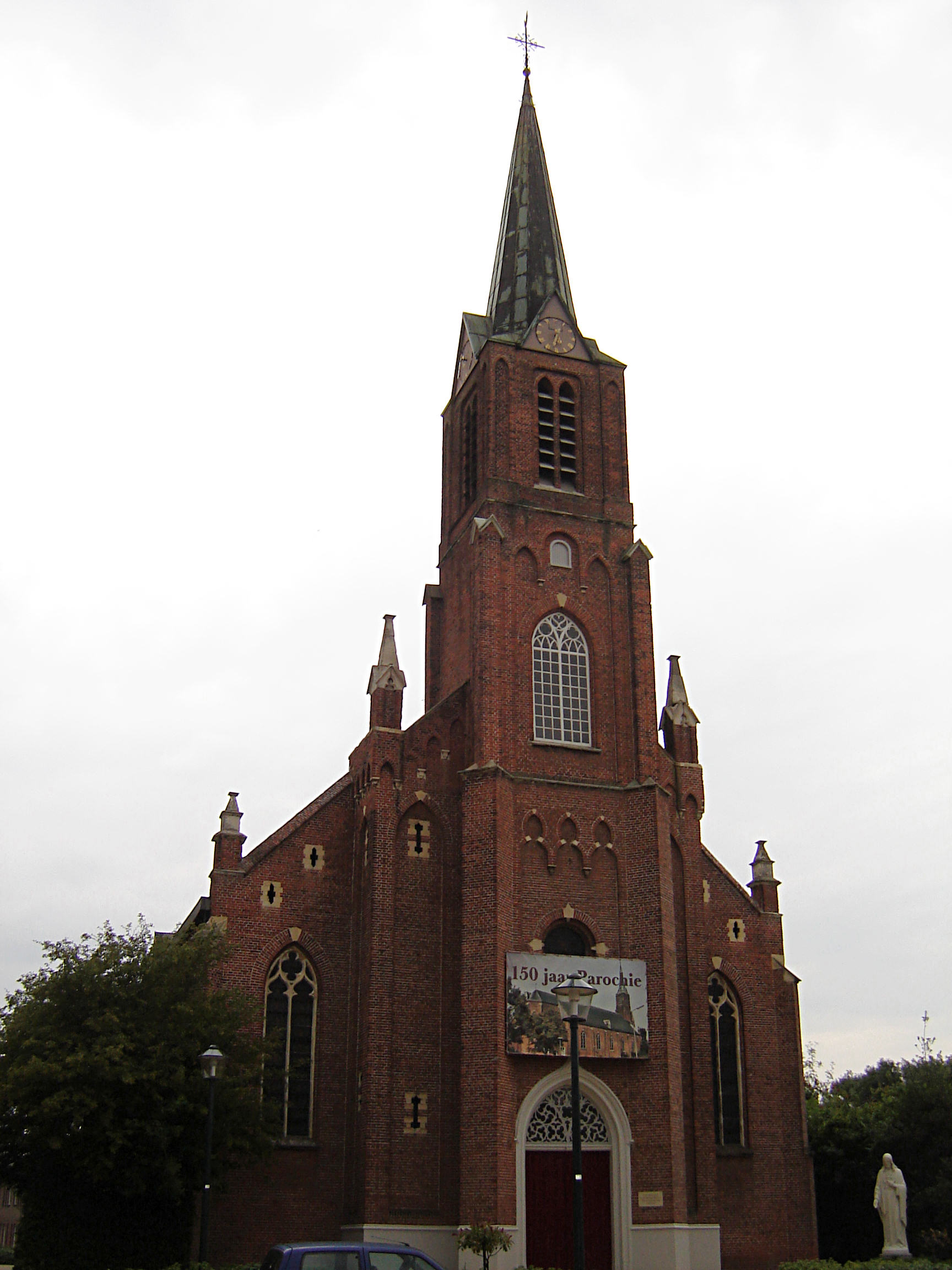
Sint-Gerulphuskerk

Het dorp is als "Stoppeldijcke" al bekend sinds de middeleeuwen. Het kreeg een belangrijke impuls toen in 1860 de kerk van Pauluspolder gesloten werd en in Stoppeldijk een nieuwe kerk werd gebouwd. In 1936 ging de zelfstandige gemeente Stoppeldijk samen met Boschkapelle, Hengstdijk en Ossenisse op in de nieuwe gemeente Vogelwaarde. 
Sinds 1970, toen Vogelwaarde deel ging uitmaken van de gemeente Hontenisse, wordt Stoppeldijk samen met het meer westelijk gelegen Boschkapelle aangeduid als het dorp Vogelwaarde. De beide oude dorpskernen zijn met elkaar verbonden door de Bossestraat, die vooral na 1970 volgebouwd is, waardoor Stoppeldijk en Boschkapelle nu daadwerkelijk één kern vormen. 
Inwoners van Stoppeldijk noemen het ook wel Rapenburg, naar de vroegere naam van Stoppeldijk. De belangrijkste straat heet eveneens Rapenburg; hieraan zijn de rooms-katholieke kerk en het voormalige gemeentehuis gelegen. Op de gemeentekaart van Stoppeldijk uit 1866 staat Stoppeldijcke als gemeente, en Rapenburg als kern. Toen de gemeente Stoppeldijk in 1936 opging in Vogelwaarde, werd Stoppeldijk de officiële naam van het dorp.
De Sint-Gerulphuskerk werd in 2016 aan de eredienst onttrokken. Het gebouw werd verkocht aan een ondernemer.

## Nabijgelegen kernen
Boschkapelle, Hengstdijk, Terhole